# Legio III Augusta
Die Legio III Augusta war eine Legion der römischen Armee, die vom Konsul Gaius Vibius Pansa Caetronianus im Jahr 43 v. Chr. oder von Octavian, dem späteren Augustus, im Jahr 41 v. Chr. ausgehoben wurde. Aktivitäten der Legion in den nordafrikanischen Provinzen des Römischen Reichs, ihrem Haupteinsatzgebiet, werden bis in das frühe 5. Jahrhundert erwähnt. Unter den Feldzeichen der Legion waren das geflügelte Pferd Pegasus und der Steinbock.

## Geschichte der Einheit

### Julisch-claudische Dynastie
Die III Augusta war vermutlich an der Schlacht von Philippi im Jahr 42 v. Chr. beteiligt, in der Octavian und Marcus Antonius die Armee der Mörder Gaius Iulius Caesars schlugen. Nach diesem Sieg blieb die III Augusta unter Octavians Kommando, wohl in Sizilien, wo Sextus Pompeius noch Widerstand leistete.
Ab 30 v. Chr. war die Legio III Augusta in der römischen Provinz Africa stationiert, wo sie in erster Linie mit Bauaufträgen beschäftigt wurde. Obwohl Africa ein traditionell friedlicher Teil des Römischen Reichs war, waren sie zwischen 17 und 24 n. Chr. in den Krieg gegen die aufständischen numidischen und mauretanischen Stämme unter Tacfarinas involviert. Etwa in dieser Zeit wurde die Legion von Theveste nach Ammaedara verlegt. Nachdem Tacfarinas im Jahr 17 vom Statthalter Marcus Furius Camillus in einer Feldschlacht besiegt worden war, wechselte er zur Guerillataktik. Im Jahr 18 wurde eine Untereinheit bei einem Überfall aufgerieben, ein Unglück, das wohl durch Feigheit ausgelöst wurde, da im Anschluss daran die gesamte Legion von ihrem neuen Prokonsul (Statthalter) Lucius Apronius der Dezimierung unterworfen, das heißt, jeder zehnte Legionär getötet wurde. Dieser Vorgang war die schwerste Bestrafung, die ein Kommandeur gegen seine Soldaten verhängen konnte, und wurde dementsprechend selten angewandt. Im Jahr 21 wurde die Legio VIIII Hispana zur Verstärkung nach Africa gesandt. Die Rebellion konnte erst im Jahr 24 vom Statthalter Quintus Iunius Blaesus beendet werden. Bald darauf wurde die VIIII Hispana wieder abgezogen.
Nach dem Amtsantritt des Lucius Calpurnius Piso als proconsularischer Statthalter von Africa entzog Caligula diesem die bisher vom jeweiligen Proconsul befehligte Legio III Augusta und übergab sie einem kaiserlichen Legaten, da er befürchtete, dass Piso sonst eine ihm gefährliche Machtposition einnehmen könnte. Nachdem König Ptolemaeus im Jahr 40 ermordet und Mauretania dem Imperium eingegliedert worden war, kam es dort zu Unruhen, die von der Legion „befriedet“ wurden.
Der Prokonsul Sulpicius Galba (45/46), der spätere Kaiser (68/69), unterwarf die Musulamier endgültig und übernahm viele ihrer Krieger in Auxiliartruppen. Damit war das heutige Tunesien vom Mittelmeer bis zum Rand der Wüste in römischer Hand.
Im 1. Jahrhundert war Africa die einzige Provinz mit einer Legion, die durch einen vom Senat entsandten Prokonsul verwaltet wurde (Senatorische Provinz). Da dieser gleichzeitig Kommandeur der III Augusta war, war seine Loyalität für den Kaiser wesentlich. In den letzten Jahren der Regierung Kaiser Neros revoltierte der Prokonsul von Africa, Lucius Clodius Macer, gegen ihn, und hob eine zweite Legion aus, die Legio I Macriana liberatrix, um die III Augusta zu verstärken. Auch die III Augusta trug kurzzeitig den Beinamen Liberatrix. Den zu mächtig gewordenen Macer ließ Galba ermorden und die I Macriana liberatrix auflösen.
Africa wurde nun durch die Legio III Augusta mit etwa 5.000–6.000 Mann und Auxiliartruppen mit etwa 10.000–15.000 Mann geschützt. Etwa die Hälfte der Truppen war im unruhigen Mauretania Tingitana stationiert, während die anderen Truppen bedarfsweise stationiert wurden bzw. in Ammaedara lagen.

### Flavische Dynastie
In den Wirren des Vierkaiserjahres 69 unterstützte die III Augusta erst Galba, dann Vitellius und schließlich Vespasian, ohne in die Gefechte in Italien eingreifen zu müssen. Im Jahr 75 verlegte Vespasian das Legionslager der III Augusta von Ammaedara nach Theveste.
Unter Gaius Valerius Festus vertrieb die Legion im Jahr 71 die Garamanten, die im Streit zwischen den Einwohnern von Oea und Leptis Magna von den zahlenmäßig schwächeren Oeensern zu Hilfe gerufen worden.
Domitian (81–96) siedelte zu Beginn seiner Herrschaft Veteranen der Legionen I Italica, III Augusta, IV Macedonica, V Macedonica, V Alaudae, IIII Flavia und VII Claudia in der neugegründeten Stadt Scupi (Skopje) an.
Im Jahre 84/85 n. Chr. unternahm der römische Prätor Gnaeus Suellius Flaccus im Auftrag des Kaisers Domitian mit der Legion einen siegreichen Feldzug gegen die Nasamonen, wodurch sie anscheinend nach Süden verdrängt wurden.

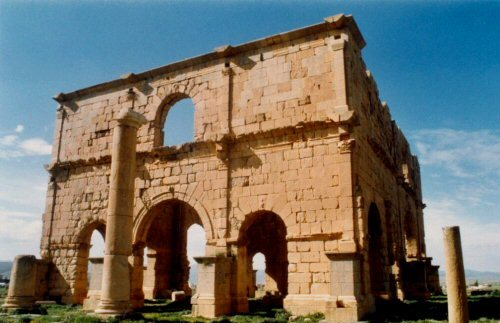
Lambaesis, Torbau der Principia

### Adoptivkaiser und Antoninische Dynastie
Kaiser Trajan ließ im Jahr 100 durch Lucius Munatius Gallus, den Legaten der Legio III Augusta, die Colonia Marciana Traiana Thamugadi (Timgad) als Veteranenkolonie an einem bisher nicht besiedelten Ort errichten.
Eine Vexillationen der III Augusta wurde unter Trajan in den Feldzügen gegen die Parther eingesetzt, wo sie 115 hohe Verluste hatte und durch Syrer aufgefüllt wurde. Im Jahr 126 musste die III Augusta Legionäre an die Legio III Cyrenaica oder Legio III Gallica abgeben. Unter Hadrian wurde die Legion um 129 im numidischen Lambaesis stationiert, wo sie die nächsten beiden Jahrhunderte blieb, um die Provinz vor den Berberstämmen zu schützen. Zur Niederschlagung des Bar-Kochba-Aufstandes (132–135) wurde ein Teil der Legion nach Judaea verlegt. Unter Antoninus Pius (138–161) war die Legio III Augusta Antoniniana in einem mehrjährigen Krieg gegen die Mauren eingesetzt. Zwischen 162 und 166 wurden ein Vexillationen im Partherkrieg des Lucius Verus eingesetzt. 175 wurden Teile der III Augusta nach Pannonien verlegt, um die im Markomannenkrieg des Mark Aurel stark geschwächte Legio II Adiutrix aufzufüllen. Neben ihrem militärischen Einsatz war die Legion auch mit Baumaßnahmen beschäftigt.

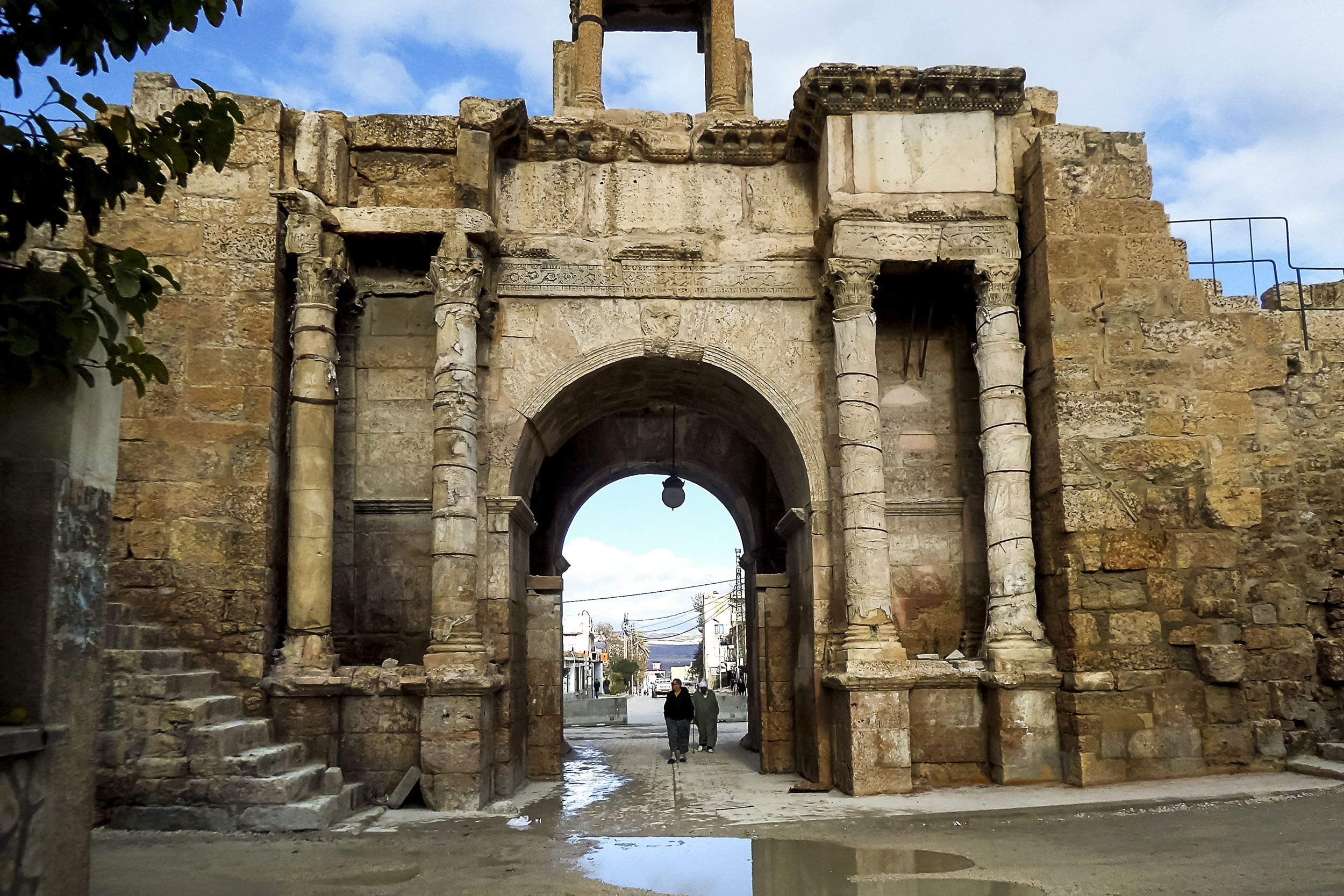
Tor des Caracalla in Theveste

### Severer
193 belohnte Septimius Severus, der selbst aus der Provinz Africa stammte, die Legion aufgrund ihrer Einsätze im Bürgerkrieg nach der Ermordung des Kaisers Pertinax mit dem Beinamen Pia Vindex (treuer Rächer). Severus ordnete auch den Bau mehrerer Grenzkastelle wie Gholaia (Bu Njem), Gheriat el-Garbia, Si Aioun, Cidamus (Ghadames) und Castellum Dimidi (Messad) durch den Legaten Quintus Anicius Faustus an, um den Limes Tripolitanus, der die Provinz Africa sicherte, auszubauen. Teile der Legion wurden zwischen 215 und 217 von Caracalla gegen die Parther im Osten des Reiches eingesetzt. Die III Augusta erlitt schwere Verluste in den Kämpfen gegen Wüstenstämme, sodass sie mit Soldaten aus der von Elagabal aufgelösten Legio III Gallica aufgefüllt werden musste. Üblich war in severischer Zeit die Rekrutierung aus der jeweiligen Provinz und dem „Lagernachwuchs“, sodass die III Augusta zu etwa 95 % aus „Afrikanern“ bestand.
In einigen Inschriften wurde die Legion Legion III Augusta Severiana genannt. Der Beiname Alexandriana verweist auf Severus Alexander (222–235).

### Soldatenkaiser
Das 3. Jahrhundert wurde für die Legion zur Krisenzeit. Im Sechskaiserjahr 238 unterdrückte sie unter Capelianus, dem Statthalter von Numidien, gewaltsam den Aufstand von Gordian I. und Gordian II. in der Provinz Africa proconsularis, weshalb sie von deren Nachfolger Gordian III., dem Enkel Gordians I., zur Strafe aufgelöst wurde. Einige der aufgesplitterten Abteilungen wurden nach Rätien strafversetzt.
Die Entscheidung, die Legion aus politischen Gründen aufzulösen, erwies sich jedoch als militärisch verhängnisvoll. In der Folgezeit wurde das römische Nordwestafrika verstärkt von plündernden Stämmen heimgesucht, die die weitgehende Schutzlosigkeit der Region ausnutzten. 253/4 stellte Kaiser Valerian die Legio III Augusta darum wieder auf, wobei er ihr den Beinamen Iterum Pia Iterum Vindex („wieder treu, wieder Rächer“) gab. Das konkrete Ziel dieser Wiederbelebung war ein Krieg gegen die Quinquagentiani („Fünf Stämme“) und die Fraxinenses, eine Föderation von Berberstämmen, die die römischen Siedlungen bedrohte. Zu dieser Zeit wurde die Einheit auch Legio III Augusta Valeriana Galliena Valeriana (nach ihrem Neubegründer Valerian, nach dessen Mitkaiser Gallienus und nach dem Caesar Valerian II.) genannt.
Als der Krieg gegen die Berber 260 endete, errichtete Gaius Macrinius Decianus ein Siegesmonument in Lambaesis. Die Stadt wurde in der Folge stärker befestigt, aber zwischen 289 und 297 geriet die Situation erneut außer Kontrolle, so dass Kaiser Maximian nach Africa kam, um die Legio III Augusta Maximiana selbst in die Schlacht zu führen. Die bisher auf die Kastelle und Kleinkastelle des Limes Tripolitanus und Oasen verteilten Vexillationen und Detachements wurden um diese Zeit an wenigen Standorten konzentriert und vorgeschobene Außenposten offenbar planmäßig aufgegeben.

Schildbemalung der Tertio Augustani, im frühen 5. Jahrhundert

### Spätantike
Diokletian setzte die Legion im frühen 4. Jahrhundert gegen einen aufständischen Statthalter ein, wofür die Legion den Beinamen Pia Fidelis („pflichtbewusst und treu“) erhielt. Um diese Zeit wurde die Legion von Lambaesis in ein unbekanntes Lager in der Region verlegt. Zum Jahr 321 wird die Legion im Codex Theodosianus 4, 13, 3 als Tertio Augustani erwähnt. Ihre Anwesenheit in Nordafrika ist bis ins frühe 5. Jahrhundert belegt, wo sie als Comitatenses dem comes Africae unter dem Oberbefehl des magister peditum praesentalis bzw. dem magister equitum per Gallias unterstand. Danach verlieren sich die Spuren dieser Legion.